# コヨーテ (自動車)
コヨーテ（Coyote）は、1909年から1910年までレドンドビーチで造られたアメリカの自動車である。この車は、50hpの直8エンジンを搭載したスポーティな2シーターロードスターで、75mphに達すると宣伝されていた。車軸やステアリングギアなどの多くの部品はフランクリンオートモービルカンパニー(Franklin Automobile Company)からのものだった。2台製造された。